# Erio Testi
Erio Testi (Bologna, 5 febbraio 1933 – Malindi, 18 gennaio 2008) è stato un imprenditore e progettista italiano del settore motociclistico.

## Biografia
Figlio di Umberto Testi, fondatore dell'omonima casa ciclistica, aiutò il padre in officina fino al 1953, quando venne mandato in Austria, presso la Fichtel & Sachs, per apprendere i segreti dei motori a due tempi di piccola cilindrata. Al ritorno, le preziose nozioni acquisite furono trasferite a Vittorio Minarelli, nei mesi che precedettero la fondazione della Motori Minarelli.
Erio Testi assunse la direzione dell'azienda di famiglia nel 1958, orientando la produzione sui ciclomotori, secondo una filosofia costruttiva che privilegiava fortemente l'innovazione tecnica, l'eleganza stilistica e l'attenta finitura dei prodotti, anche a discapito della concorrenzialità di prezzo sul mercato.
Particolare era anche il suo rapporto con le maestranze aziendali, del quale restano leggendarie le combattute partite a calcio o a briscola nel corso della pausa pranzo.
Su queste basi riuscì a raggiungere livelli produttivi notevoli che, nei periodi migliori, raggiunsero i 30.000 esemplari annui, la maggior parte dei quali erano destinati all'esportazione negli USA o costruiti direttamente in Francia dalla consociata Gitane-Testi.
Nel 1984, su iniziativa di un gruppo finanziario statunitense, Erio Testi impegnò tutte le sue energie e ingenti capitali nella realizzazione di un grande stabilimento nella città cinese di Foshan, destinato alla produzione di ciclomotori con il marchio "FOSTI".
Dopo un inizio promettente, l'affare cinese si bloccò, sfociando in una causa legale, ancora pendente, che vede il governo degli Stati Uniti e la Testi, contrapposti al governo della Repubblica Popolare Cinese. A cagione dei forti investimenti già anticipati, la Testi fu costretta a chiudere.
Erio Testi, senza poter vedere la fine della causa, morì d'infarto a Malindi, dove abitualmente trascorreva i mesi invernali.